# Sächsischer Fluthelferorden 2013

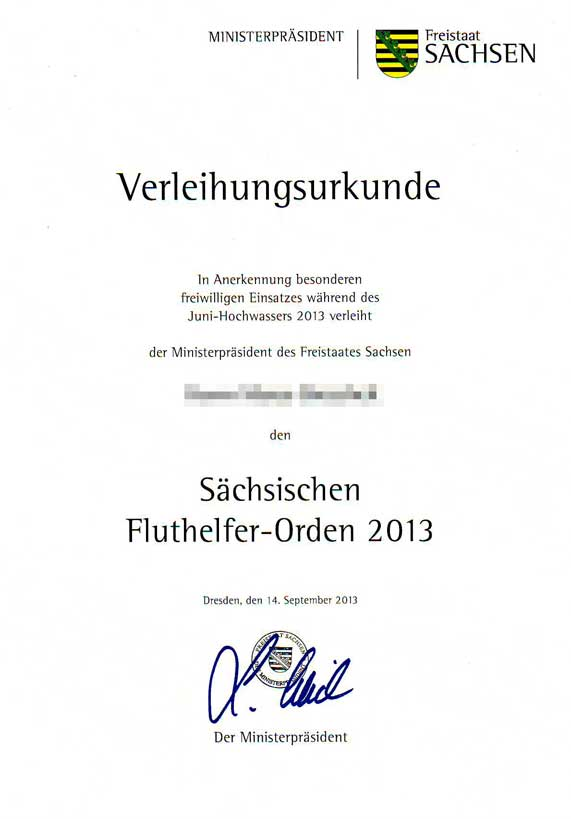
Verleihungsurkunde "Sächsischer Fluthelfer-Orden 2013"

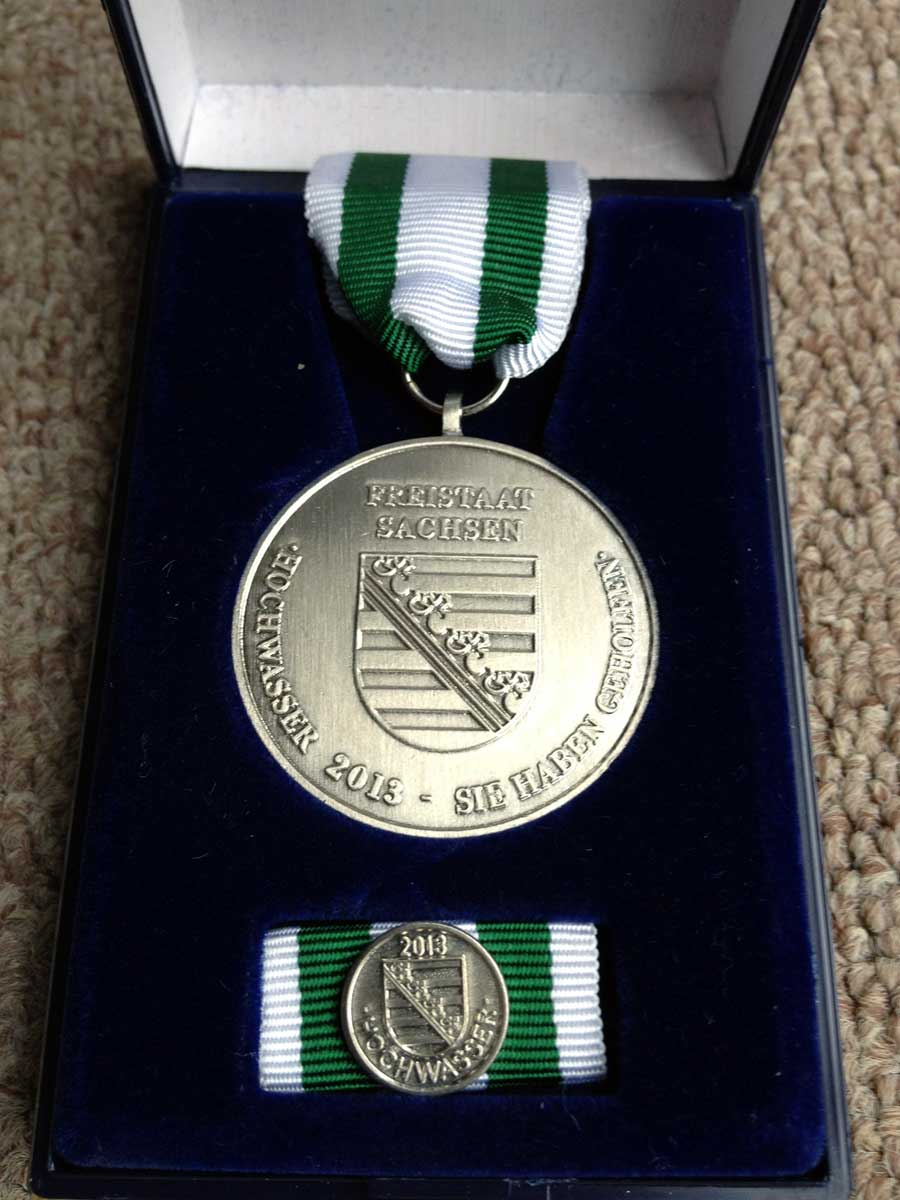
Sächsischer Fluthelfer-Orden 2013

Der Fluthelferorden des Landes Sachsen 2013 wurde vom Ministerpräsidenten des Freistaats Sachsen Stanislaw Tillich anlässlich der Flutkatastrophe im Juni 2013 am 12. Juli 2013 gestiftet. Der Orden wurde an Helfer, die mindestens einen Tag (24 Stunden) in Sachsen Hilfe geleistet haben, verliehen.
Der „Sächsische Fluthelfer-Orden 2013“ besteht aus einer silberfarbenen runden Medaille. Er wird an einem Band in den Farben des Freistaates Sachsen getragen. Die Vorderseite des Ordens zeigt in der Mitte das Landeswappen Sachsens mit der Umschrift „Freistaat Sachsen – Hochwasser 2013 – Sie haben geholfen“. Die Rückseite zeigt die Landkarte vom Freistaat Sachsen mit den am stärksten von der Flut betroffenen Flussgebieten. Die Medaille hat einen Durchmesser von 35 mm und eine Stärke von 2 mm. Er wurde zunächst in einer ersten Auflage von 60.000 Stück hergestellt. An Stelle des Ordens kann eine Bandschnalle getragen werden, die insbesondere für Uniformträger geeignet ist.
Am 14. September 2013 wurden die ersten Fluthelfer-Orden während eines Festaktes durch Ministerpräsident Stanislaw Tillich in der Dresdner Semperoper stellvertretend an 400 Helfer und Helferinnen verliehen. Der Festakt wurde im MDR Fernsehen übertragen.
Eine weitere Verleihung fand am 19. November 2013 stellvertretend an 300 der mehr als 5000 eingesetzten Soldaten in der Wettiner Kaserne in Frankenberg statt.
Am 27. November 2013 fand in Aue eine weitere Ehrung statt. Hierzu wurden stellvertretend über hundert Feuerwehrleute und andere Helfer des Erzgebirgskreises ausgezeichnet.
Bis Ende 2014 wurden mehr als 40.000 Helfer mit dem Fluthelferorden ausgezeichnet. Vorschläge für die Auszeichnung konnten bis Ende 2015 eingereicht werden.

## Weblink
- Ministerpräsident verleiht Sächsischen Fluthelfer-Orden 2013